# Chicoutimi
Chicoutimi – jedna z trzech dzielnic miasta Saguenay w Quebecu.
Chicoutimi było do 2002 samodzielnym miastem, wtedy to na mocy dekretu 841-2001 rządu prowincji Quebec zostało włączone do nowo powstałego miasta Saguenay. Dzisiejsza dzielnica oprócz dawnego miasta Chicoutimi obejmuje również obszar dawnego miasta Laterrière i części dawnej gminy Canton-Tremblay.
W dzielnicy rozwinął się przemysł drzewny, celulozowo-papierniczy, chemiczny oraz spożywczy.

## Współpraca
- Angoulême, Francja